# Aeroportul Manchester
Aeroportul Manchester (IATA: MAN, ICAO: EGCC) este un aeroport din Ringway⁠(d), Manchester⁠(d), Greater Manchester, North West England, Anglia, Regatul Unit ce deservește zona Greater Manchester. Aeroportul a fost tranzitat în 2022 de 23.340.418 pasageri. A fost deschis în 1929 și numit după Manchester.
Situat la o altitudine de 78 m, aeroportul dispune de 2 piste și ocupă o suprafață de 5.600.000 m².

## Infrastructură

### Piste
Aeroportul dispune de 2 piste. Pista 05L/23R are suprafața de asfalt și dimensiunile 3.048 m × 45 m. Pista 05R/23L are suprafața de asfalt și dimensiunile 3.050 m × 45 m. 

### Terminale
Aerogara are în componență 1 terminal, Pennine House immigration removal centre⁠(d). 

## Destinații
La momentul actual (sept 2024) următoarele aeroporturi din România au legătruri directe cu acest aeroport:București–Otopeni